# Hylaeus sansibaribius
Hylaeus sansibaribius är en biart som först beskrevs av Embrik Strand 1912.  Hylaeus sansibaribius ingår i släktet citronbin, och familjen korttungebin. Inga underarter finns listade i Catalogue of Life.